# Столе Јанковић
Стоиљко Столе Јанковић (Београд, 6. април 1925 — Београд, 19. април 1987) био је југословенски и српски редитељ и сценариста. Добитник је Седмојулске награде 1979. године.

## Режија
| Год.  | Назив                 | Жанр     | Награда |
| ----- | --------------------- | -------- | ------- |
| 1958. | Кроз грање небо       | ратни    |         |
| 1960. | Партизанске приче     | ратни    |         |
| 1963. | Радопоље              | драма    |         |
| 1964. | Народни посланик      | комедија |         |
| 1968. | Вишња на Ташмајдану   | комедија |         |
| 1974. | Партизани (ТВ серија) | ратни    |         |
| 1974. | Боје и звуци          | ратни    |         |
| 1974. | Партизани             | ратни    |         |
| 1978. | Трен                  | ратни    |         |
| 1980. | Трен (ТВ серија)      | ратни    |         |

## Сценарио
| Година | Назив                 |
| ------ | --------------------- |
| 1954.  | Последњи мост         |
| 1955.  | Њих двојица           |
| 1960.  | Партизанске приче     |
| 1964.  | Народни посланик      |
| 1968.  | Вишња на Ташмајдану   |
| 1974.  | Партизани (ТВ серија) |
| 1974.  | Боје и звуци          |
| 1974.  | Партизани             |
| 1978.  | Трен                  |
| 1980.  | Трен (ТВ серија)      |